# Coris sandeyeri
Coris sandeyeri là một loài cá biển thuộc chi Coris trong họ Cá bàng chài. Loài này được mô tả lần đầu tiên vào năm 1884.

## Từ nguyên
Từ định danh được đặt theo tên của Andreas Fleming Stewart Sandager, người canh giữ ngọn hải đăng tại đảo Tiritiri Matangi (vịnh Hauraki, New Zealand) và là một nhà tự nhiên học nghiệp dư, cũng là người đã thu thập mẫu định danh của loài này.

## Phạm vi phân bố và môi trường sống
C. sandeyeri được ghi nhận dọc theo bờ biển đông nam của Úc (từ phía nam bang Queensland trải dài xuống bang New South Wales, đôi khi đến phía đông bang Victoria); các đảo và rạn san hô trên biển Tasman (bao gồm đảo Lord Howe, đảo Norfolk, rạn san hô Elizabeth và rạn san hô Middleton); phía bắc New Zealand và quần đảo Kermadec. Cũng được ghi nhận tại Nouvelle-Calédonie.
C. sandeyeri sống gần các rạn san hô và đá ngầm có sự phát triển phong phú của tảo độ sâu đến ít nhất là 60 m.

## Mô tả
C. sandeyeri có chiều dài cơ thể tối đa được ghi nhận là 25 cm. Cá đực có màu xanh lam đến tím xám. Phía sau đầu có 2 dải sọc dày màu đen, phía bên phải sọc đen này là các dải sọc trắng. Vệt sọc trắng đầu tiên có một vệt màu vàng (đôi khi có thêm vệt màu cam hoặc đỏ). Những vệt sọc này không có ở cá cái. Hai bên má có một vùng màu sẫm so với phần đầu. Cá con màu trắng với một dải sọc vàng kim từ sau mắt kéo dài đến cuống đuôi, kết thúc bởi một đốm đen.
Số gai vây lưng: 9; Số tia vây ở vây lưng: 12; Số gai vây hậu môn: 3; Số tia vây ở vây hậu môn: 12.

## Sinh thái học
Thức ăn của C. sandeyeri là các loài động vật giáp xác, động vật thân mềm, động vật da gai (sao biển đuôi rắn) và chân bụng. Cá con và cá đang lớn có hành vi "dọn dẹp" các loài ký sinh bám trên cơ thể cá lớn. C. sandeyeri hoạt động vào ban ngày và vùi mình vào trong cát để nghỉ ngơi vào ban đêm.
Mùa sinh sản của loài này diễn ra từ tháng 12 đến tháng 3 năm sau. Nhiều khả năng, C. sandeyeri là một loài lưỡng tính tiền nữ (cá cái có thể chuyển đổi giới tính thành cá đực).
Tuổi thọ tối đa được ghi nhận ở loài này là 22 năm tuổi.